# Gävleborgs ungdoms Big Band
Gävleborgs ungdoms Big Band (GUBB) är ett storband och en av Region Gävleborgs ungdomsorkestrar. 
Bandet startade 1993 och har medverkat vid musikfestivaler som Bangen Jazz och Blues  i Sandviken, Jazz i Svaben och Västerås Jazzfestival. I augusti 2000 medverkade bandet vid Svenska Paviljongen på Världsutställningen i Hannover och 2014 på  Stockholm Folk Festival och Gaume Jazz festival i Rossignol, Belgien.
GUBB blev 2001 Svenska mästare i storband i Jönköping. 2006 och 2007 i Linköping samt 2014 på Youth Jazz Festival i Stockholm som anordnas av Svensk Jazz och Limelight.
GUBB leddes t.o.m. 2018 av Bertil Fält, musiklärare, jazzmusiker (i huvudsak saxofonist), arrangör och kompositör boende i  Sandviken. 
Från 2018 har GUBB letts av Göran Berencreutz, jazzmusiker (i huvudsak gitarrist), arrangör och kompositör boende i Gävle. 

## Solister som har spelat med GUBB
| År   | Namn                           | Instrument                |
| ---- | ------------------------------ | ------------------------- |
| 2024 | Kristian Persson               | Trombon                   |
| 2023 | Mattias Ståhl                  | Vibrafon                  |
| 2022 | Sofi Hellborg och Salieu Dibba | Saxofon/sång och slagverk |
| 2021 | Elise Einarsdotter             | Piano                     |
| 2020 | Sisters Of Invention           | Trummor och saxofon/sång  |
| 2019 | Lars Danielsson                | Cello                     |
| 2018 | Nils Landgren                  | Trombon/sång              |
| 2017 | Jonas Kullhammar               | Saxofon                   |
| 2016 | Hildegunn Øiseth               | Trumpet/bockhorn          |
| 2015 | Lars Jansson                   | Piano                     |